# Tolna alboapicata
Tolna alboapicata is een vlinder uit de familie spinneruilen (Erebidae). De wetenschappelijke naam is voor het eerst geldig gepubliceerd in 1956 door Berio.
De soort komt voor in tropisch Afrika.